# Driedimensionaal

Overzicht van de dimensies in de meetkunde

Een kubus met ribbe

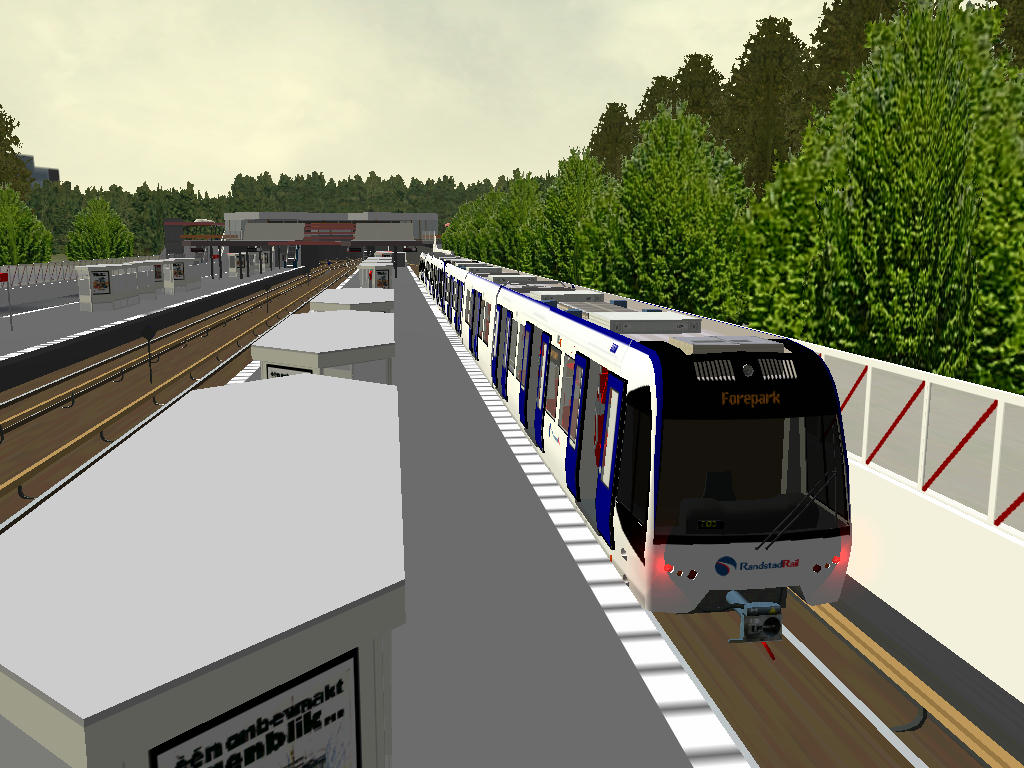
3D-ontwerp van de RandstadRail

Driedimensionaal of 3D is een meetkundige omgeving die in drie richtingen, met drie dimensies beschreven wordt. Voorwerpen hebben in die drie richtingen een afmeting: lengte, breedte en hoogte. Voorbeelden van driedimensionale dingen zijn vormen in de ruimte als een bol, een piramide, of een schoenendoos.

## 3D
De verkorte aanduiding 3D wordt meestal gebruikt om aan te geven dat iets als ruimtelijk kan worden waargenomen: 3D-foto's, 3D-film of 3D-computergraphics.
Wat hiermee wordt bedoeld is niet altijd duidelijk. Computerspelletjes worden vaak als 3D gekenmerkt, zoals Nintendo 3DS, en daarmee wordt dan bedoeld dat er perspectivische beelden worden getoond. De term 3D wordt echter ook gebruikt voor de techniek die ook bekendstaat onder de naam stereoscopie, waarbij er twee verschillende beelden worden aangeboden, een voor het linkeroog en een voor het rechteroog.
Stereobeelden zijn niet echt ruimtelijk, maar door bepaalde trucs, bijvoorbeeld een bril met een rood en met een blauw glas, wordt de indruk gewekt dat het beeld driedimensionaal is. De aanduiding 3D heeft hier betrekking op onverwachte visuele beelden. Men verwacht een tweedimensionaal beeld, maar ziet daarbij diepte in het aangeboden beeld en ervaart dit als driedimensionaal.
Daarnaast wordt de term 3D gebruikt voor een televisietechniek met de naam WOWvx.